# Савята (Пермский край)
Савята — деревня в составе Осинцевского сельского поселения Кишертского района в Пермском крае.

## Географическое положение
Деревня расположена примерно в 1 километре на запад от села Осинцево, центра сельского поселения.

## Климат
Климат умеренно континентальный, с продолжительной холодной и довольно многоснежной зимой и сравнительно коротким умеренно тёплым летом. Средняя температура самого холодного месяца года −17,3 °C, средняя максимальная температура самого жаркого месяца +24,8 °C. Зима на рассматриваемой территории суровая и продолжительная со значительным снежным покровом. Устойчивые морозы наблюдаются с середины ноября до третьей декады марта. Высота снежного покрова в среднем за зиму составляет около 40 см, но в особо снежные зимы может достигать 60 см и более. Средняя продолжительность устойчивого снежного покрова 170 дней. Лето наступает в середине мая и продолжается до середины сентября, когда начинаются осенние заморозки.

## Население
Постоянное население составляло 65 человека (980 % русские) в 2002 году, 52 человека в 2010 году, 49 человек в 2019 году.